# Dorothy Manleyová
Dorothy Gladys Manleyová (později Hallová, pak Parlettová, (29. dubna 1927 – 31. října 2021) byla britská atletka. Soutěžila na letních olympijských hrách v roce 1948, které se konaly v Londýně, na 100 metrů, kde získala stříbrnou medaili s časem 12,2 sekundy. Byla také medailistkou Her Britského impéria v roce 1950 a mistrovství Evropy v atletice v roce 1950.

## Osobní život
Manleyová se vdala dvakrát, nejprve v roce 1949 s Peterem Hallem, který zemřel v roce 1973, a poté v roce 1979 s Johnem Parlettem, běžcem na střední vzdálenosti. Roku 2012 měla Manleyová tři děti, pět vnoučat a 16 pravnoučat.